# أغلان تبة
أغلان تبة هي قرية في مقاطعة ساوجبلاغ، إيران. عدد سكان هذه القرية هو 1,480 في سنة 2006.